# Димитрий (Плумис)
Митрополи́т Дими́трий (в миру Плуми́с; греч. Μητροπολίτης Δημήτριος Πλουμής; род. 6 ноября 1979, Салоники) — епископ Константинопольской православной церкви, митрополит Галльский (с 2021).

## Биография
Родился 6 ноября 1979 года в Салониках. Окончил Высшую церковную школу и богословский факультет Аристотелевского университета в Салониках.
В 2001 году митрополитом Неа-Кринийским и Каламарийским Прокопием (Георгантопулосом) был хиротонисан во диакона, а в 2007 году митрополитом Неапольским и Ставрупольским Варнавой (Тириосом) хиротонисан во пресвитера. С 2007 по 2015 год настоятельствовал в храме святой Параскевы в Ксирокринисе (Салоники) и в храме Воздвижения Святого Креста в Ореокастроне (Неапольская и Ставропольская митрополия).
С 2015 года, по приглашению митрополита Галльского Эммануила (Адамакиса), служил настоятелем Успенского прихода в Марселе и архиерейским эпитропом южной Франции. Участвовал в комитетах по межхристианскому диалогу и межконфессиональным отношениям (Marseille Espėrance, Radio Dialoque), представляя Галльскую митрополию и Константинопольский патриархат. Помимо родного греческого, говорит по-французски и по-английски.
20 июля 2021 года Священным синодом Константинопольского патриархата был избран митрополитом Галльским (другие кандидаты на выборах — архимандрит Мелитон (Беллос) и архимандрит Нектарий (Поккиас)).
25 июля 2021 года в патриаршем Георгиевском соборе на Фанаре был хиротонисан во епископа и возведён в достоинство митрополита Галльского. Хиротонию совершили: патриарх Константинопольский Варфоломей, старец-митрополит Халкидонский Эммануил (Адамакис), митрополит Филадельфийский Мелитон (Карас), митрополит Неапольский и Ставрупольский Варнава (Тирис) и митрополит Прусский Иоаким (Биллис). 18 сентября того же года в соборе святого Стефана в Париже состоялась его интронизация.